# Qishan Ski Jumping Hills
Koordinaten: 39° 19′ 52″ N, 114° 40′ 15″ O
Die Qishan Ski Jumping Hills sind ein Skisprungschanzenkomplex in Laiyuan, China. Sie fungieren vor allem als Ausbildungszentrum und bestehen aktuell (2023) aus 5 Schanzen. Die Anlage liegt in den Qishan-Bergen südlich von Laiyuan in der Provinz Hebei.

## Konstruktion
Die Schanzenanlage besteht aus 5 Schanzen mit Konstruktionspunkten von 125, 95, 65, 35 und 18 Metern. Zudem sind zu den beiden größten Schanzen, einer Normal- und einer Großschanze weitere technische Daten bekannt, unter anderem die Hillsize von 140, beziehungsweise 106 Metern. Das Profil dieser beiden Schanzen, die auch über ein FIS-Zertifikat verfügen, entspricht dem des Snow Ruyi in Zhangjiakou, auf dem die Wettkämpfe der Olympischen Winterspiele 2022 ausgetragen wurden. Dies ist vor allem dem Training der chinesischen Skispringer dienlich, deren Hauptstützpunkt die Schanzen in Laiyuan sind. Neben den Schanzen gehören auch ein Kampftricherturm, ein Lift, ein Windkanal und eine im Bau befindliche Big-Air-Schanze zur Anlage, eine Skiflugschanze mit einem K-Punkt von 200 Metern ist geplant.

## Geschichte
Das Skigebiet selbst in der Nähe von Laiyuan existiert erst seit 2018, um den Jahreswechsel von 2020/21 wurden die beiden größten Schanzen dort eröffnet. Diese beiden Anlagen waren der erste Teil eines seit September 2019 gebauten modernen Trainingszentrums, das den Zweck hatte, die chinesischen Skispringer auszubilden, auch im Hinblick auf die Olympischen Winterspiele in Peking. Um die Schneesicherheit sicherzustellen, wurden Schneekanonen und ein Wasserreservoir gebaut. Später folgte die Errichtung kleinerer Schanzen, eines Kampfrichterturms und eines Windkanals. Zudem wurden 2021 eine Big-Air Schanze und eine Skiflugschanze begonnen; sie befinden sich noch im Projektstatus und wären die ersten ihrer Art in Asien. Die Kosten wurden kurz vor Ende der Bauphase, während der Eröffnung der ersten Schanzen auf 900 Millionen Yuan, umgerechnet 114 Millionen Euro, geschätzt. Im Dezember 2020 und Januar 2021 machten chinesische Skispringer die ersten Sprünge auf den Schanzen, wobei Song Qiwu mit 141,5 Metern den weitesten Sprung auf der K-125 sprang.